# Deutsches Institut für wissenschaftliche Pädagogik
Das Deutsche Institut für wissenschaftliche Pädagogik bestand von 1922 bis 1980 in Münster (Westfalen).

## Geschichte
Katholische Lehrerverbände und Akademiker, darunter der Pädagoge und Philosoph Max Ettlinger als erster Leiter, gründeten 1922 in Münster das Deutsche Institut für wissenschaftliche Pädagogik. Eine „katholische Pädagogik“ sollte als Bollwerk gegen jeglichen Relativismus dienen und in Deutschland ein Gegenpart zum religionsfreien Zentralinstitut für Erziehung und Unterricht in Berlin werden, wozu vor allem die Philosophie Max Schelers herangezogen wurde. So entstand ein mit ansehnlichem Etat ausgestattetes Forschungs- und Fortbildungszentrum, wo u. a. Edith Stein von 1932 bis 1933 als Dozentin arbeitete. Ab 1925 wirkte Josef Spieler am Institut, für das er auch das Lexikon der Pädagogik der Gegenwart (1930/1932) herausgab. Trotz einer noch einvernehmlichen Gleichschaltung 1933 wurde das Institut 1938 zwangsweise geschlossen. 
Nach der „Entchristlichung“ der Gesellschaft durch den Nationalsozialismus wurde das Institut zunächst für eine betont konfessionelle Bildungspolitik ab 1950 unter Kurt Haase wiedererrichtet. Der Thomist Gustav Siewerth, der Neukantianer Alfred Petzelt und Franz Pöggeler waren hier bedeutende Pädagogen. In den 1960er Jahren trat die katholische Pädagogik in den Diskussionen um die Bildungsreform, vor allem den Verlust der Bekenntnisschule, und die »empirische Wende« in der Erziehungswissenschaft zurück. 1960 wurde die Akademie für Jugendfragen als eigenständiger Verein und Sektion des DIP in Münster gegründet. Die Leitung des DIP ging interimsweise zunächst auf den Kirchenhistoriker Bernhard Kötting bis 1963 über. Eine personalistische Pädagogik mit christlichem Anspruch sollte unter Josef Speck an die Stelle treten. Doch Josef Homeyer als Bildungsverantwortlicher im Bistum Münster erkannte, dass das nicht mehr reichte. Durch seinen Einfluss wurde 1971 Doris Knab vom Berliner Max-Planck-Institut für Bildungsforschung die Leitung des Instituts übertragen. Nun ging es um die damals aktuelle Curriculumforschung. Eine Initiative unter Aloysius Regenbrecht begleitete wissenschaftlich die Friedensschule Münster als erste katholische Gesamtschule in Deutschland. Die deutschen Bischöfe lösten das Institut schließlich 1980 nach längeren Auseinandersetzungen wegen des fehlenden katholischen Profils auf.